# Bravaisia berlandieriana
Bravaisia berlandieriana är en akantusväxtart som först beskrevs av Christian Gottfried Daniel Nees von Esenbeck, och fick sitt nu gällande namn av T.F. Daniel. Bravaisia berlandieriana ingår i släktet Bravaisia och familjen akantusväxter. Inga underarter finns listade i Catalogue of Life.